# Coria CF
Coria Club de Fútbol is een Spaanse voetbalclub uit Coria del Río. De club werd in 1923 opgericht en speelt haar wedstrijden in het Estadio Guadalquivir, met plek voor 6.000 toeschouwers. In het seizoen 2017/18 promoveerde Coria naar de Tercera División, waar het een jaar eerder uit was gedegradeerd.

## Bekende (oud-)spelers
- Juan Velasco (1995–1996)
- José Manuel Casado (1996–1998 en 2019–)

CA Antoniano · 
Arcos CF ·
CD Cabesense ·
Castilleja CF ·
AD Ceuta FC ·
CD Ciudad de Lucena ·
Conil CF ·
Córdoba CF B ·
Coria CF · 
CD Gerena ·
La Palma CF ·
UB Lebrijana ·
UD Los Barrios · 
CD Pozoblanco ·
Puente Genil FC · 
CD Rota ·
CD San Roque ·
Sevilla FC C ·
CD Utrera ·
Xerez CD ·
Xerez Deportivo FC